# بار استیرز
بار استیرز (انگلیسی: Burr Steers؛ زادهٔ اکتبر ۱۹۶۵ (۵۹ سال)) هنرپیشه، کارگردان و فیلم‌نامه‌نویس اهل ایالات متحده آمریکا است. از فیلم‌هایی که وی در آن نقش داشته است، می‌توان به داستان عامه‌پسند و آخرین روزهای دیسکو اشاره کرد.